# 1994年のルワンダにおけるジェノサイドを考える国際デー
2004年4月7日は国際連合からルワンダにおける1994年のジェノサイドについて国際的に考える日である国際デーとして承認された。記念行事がルワンダのキガリやニューヨーク、タンザニアのダルエスサラーム、スイスのジュネーヴなど世界数か所の首都で行われた。
国連の全加盟国が、犠牲者の追悼のために1分間の黙祷に参加するよう求められた。
パレ・デ・ナシオンの総会議場で行われたコフィー・アナン国連事務総長による演説で将来のジェノサイドを禁止する行動を行うよう求めた。

## 主な抜粋
- 「共に黙禱の時間を持てたことは良いことであります。10年前のルワンダで死んだ少なくとも80万人の武器を持たない男性や女性、子供を守るのに共に失敗したことを決して忘れてはなりません。このような犯罪は繰り返すことはできません。このような失敗は修復が不可能です。死者は生き返ることはできません。」
- スーダンにおける関連して長引いている危機を鑑みる[1]に、「国際的な人道活動家や人権の専門家が更に遅れることなくこの地域や犠牲者に十分に接触できることは、必須条件です。仮に拒否されるのなら、国際社会は迅速かつ妥当な行動を準備しなければなりません。このような状況における「行動」により軍事行動を含む可能性のある段階を続けることを求めます。しかし後者は常に究極の場合にのみ用いられる究極の手段と見るべきです。しかし起きたことや既に起きようとしている最悪の事態までは待ってくれません。」

## 注・出典
1. ↑  「～を鑑みる」は明らかに誤用であるが、抜粋元の翻訳者が勘違いしているものと思われる。